# Unione dei comuni montani della Valle Prino
L'Unione dei comuni montani della Valle Prino è stata un'unione di comuni della Liguria, in provincia di Imperia, formata dai comuni di Dolcedo, Prelà e Vasia.

## Storia
L'unione è nata con atto costitutivo del 10 dicembre 2014 firmato nel municipio di Dolcedo dai rappresentanti locali della valle imperiese.
L'ente locale aveva sede a Dolcedo. Il primo presidente del Consiglio dell'Unione è stato Giovanni Danio (sindaco di Dolcedo).

## Descrizione
L'unione dei comuni comprendeva quella parte montana del territorio imperiese attraversato dal torrente Prino, ad ovest del capoluogo provinciale.
L'Unione doveva occuparsi di questi servizi:
- organizzazione generale dell'amministrazione, gestione finanziaria e contabile e controllo;
- organizzazione dei servizi pubblici di interesse generale di ambito comunale, ivi compresi i servizi di trasporto pubblico comunale;
- catasto;
- la pianificazione urbanistica ed edilizia di ambito comunale nonché la partecipazione alla pianificazione territoriale di livello sovra comunale;
- la programmazione in materia di difesa del suolo;
- la promozione turistica;
- la programmazione, la predisposizione e l'attuazione di progetto per il territorio;
- organizzazione e gestione dei rifiuti e la riscossione dei relativi tributi;
- progettazione e gestione del sistema locale dei servizi sociali ed erogazione delle relative prestazioni ai cittadini;
- edilizia scolastica, organizzazione e gestione dei servizi scolastici;
- polizia municipale e polizia amministrativa locale e sicurezza sociale;
- tenuta dei registri di stato civile e di popolazione;
- servizi in materia statistica;
- la comunicazione e l'informatizzazione.

## Amministrazione
| Periodo          | Periodo         | Primo cittadino | Partito            | Carica                               | Note |
| ---------------- | --------------- | --------------- | ------------------ | ------------------------------------ | ---- |
| 10 dicembre 2014 | 1º gennaio 2016 | Giovanni Danio  | sindaco di Dolcedo | rappresentante dell'Unione           |      |
| 1º gennaio 2016  | in carica       | Giovanni Danio  | sindaco di Dolcedo | presidente del Consiglio dell'Unione |      |